# Lista siturilor arheologice din județul Brașov - R
Lista siturilor arheologice din județul Brașov - R conține toate siturile arheologice din județul Brașov înscrise în Repertoriul Arheologic Național (RAN) și aflate în localități al căror nume începe cu litera R. RAN este administrat de Ministerul Culturii și Patrimoniului Național și cuprinde date științifice, cartografice, topografice, imagini și planuri, precum și orice alte informații privitoare la zonele cu potențial arheologic, studiate sau nu, încă existente sau dispărute.
Puteți căuta un sit din localitățile care încep cu litera R folosind formularul de mai jos sau puteți naviga prin toate siturile din județ la Lista siturilor arheologice din județul Brașov.
| Cod RAN                                   | Denumire | Localitate                   | Adresă                 | Datare                                   | Descoperit | Coordonate                                    | Imagine           | Erori            |
| ----------------------------------------- | --- | ---------------------------- | ---------------------- | ---------------------------------------- | ---------- | --------------------------------------------- | ----------------- | ---------------- |
| 40376.02.01 (Cod LMI: BV-I-m-A-11284.02)  | Situl arheologic de la Râșnov - "Dealul Cetății" / ansamblu anonim (Categorie: locuire civilă) (Tip: Așezare fortificată)              | oraș Râșnov                  | Dealul Cetății         | geto-dacică sec. III a. Chr. - I p. Chr. |            | 45°35′26″N 25°28′10″E / 45.59056°N 25.46944°E | Încărcați imagine | Raportați eroare |
| 40376.02.02 (Cod LMI: BV-I-m-A-11284.01)  | Situl arheologic de la Râșnov - "Dealul Cetății" / ansamblu Cetatea Râșnov (Categorie: locuire civilă) (Tip: Cetate)                   | oraș Râșnov                  | Dealul Cetății         | sec.XIV - XVII                           |            | 45°35′26″N 25°28′10″E / 45.59056°N 25.46944°E | Încărcați imagine | Raportați eroare |
| 40376.02 (Cod LMI: BV-I-s-A-11283)        | Situl arheologic de la Râșnov - "Dealul Cetății" / ansamblu Cumidava (Categorie: locuire civilă) (Tip: Castru)                         | oraș Râșnov                  | Dealul Cetății         |                                          |            | 45°35′26″N 25°28′10″E / 45.59056°N 25.46944°E | Încărcați imagine | Raportați eroare |
| 40376.01.01 (Cod LMI: BV-I-s-A-11283)     | Castrul roman de la Râșnov - "La Cetate" / ansamblu Cumidava (Categorie: locuire militară) (Tip: Castru)                               | oraș Râșnov                  | La Cetate              | romană sec. II - III                     |            | 45°35′28″N 25°28′17″E / 45.591°N 25.47135°E   | Încărcați imagine | Raportați eroare |
| 40376.01.02 (Cod LMI: BV-I-s-A-11283)     | Castrul roman de la Râșnov - "La Cetate" / ansamblu anonim (Categorie: locuire militară) (Tip: Așezare)                                | oraș Râșnov                  | La Cetate              | Schneckenberg                            |            | 45°35′28″N 25°28′17″E / 45.591°N 25.47135°E   | Încărcați imagine | Raportați eroare |
| 40740.01.01 (Cod LMI: BV-I-m-B-11285.01)  | Situl arheologic de la Roadeș - "Dealul Cetății" / ansamblu anonim (Categorie: fortificație) (Tip: Fortificație)                       | sat Roadeș, comuna Bunești   | Dealul Cetății         |                                          |            |                                               | Încărcați imagine | Raportați eroare |
| 40740.01.02 (Cod LMI: BV-I-m-B-11285.02)  | Situl arheologic de la Roadeș - "Dealul Cetății" / ansamblu anonim (Categorie: fortificație) (Tip: Fortificație)                       | sat Roadeș, comuna Bunești   | Dealul Cetății         | sec. II a. Chr. - sec. I p. Chr.         |            |                                               | Încărcați imagine | Raportați eroare |
| 40740.01.03 (Cod LMI: BV-I-s-B-11285)     | Situl arheologic de la Roadeș - "Dealul Cetății" / ansamblu anonim (Categorie: fortificație) (Tip: așezare)                            | sat Roadeș, comuna Bunești   | Dealul Cetății         | Wietenberg                               |            |                                               | Încărcați imagine | Raportați eroare |
| 40982.01.01 (Cod LMI: BV-I-m-B-11286.04)  | Situl arheologic de la Rotbav - "Căldărușe" / ansamblu anonim (Categorie: locuire civilă) (Tip: Așezare)                               | sat Rotbav, comuna Feldioara | Căldărușe              |                                          |            |                                               | Încărcați imagine | Raportați eroare |
| 40982.01.02 (Cod LMI: BV-I-m-B-11286.03)  | Situl arheologic de la Rotbav - "Căldărușe" / ansamblu anonim (Categorie: locuire civilă) (Tip: Așezare)                               | sat Rotbav, comuna Feldioara | Căldărușe              | sec. IV a. Chr. - I p. Chr.              |            |                                               | Încărcați imagine | Raportați eroare |
| 40982.01.03 (Cod LMI: BV-I-m-B-11286.02)  | Situl arheologic de la Rotbav - "Căldărușe" / ansamblu anonim (Categorie: locuire civilă) (Tip: Așezare)                               | sat Rotbav, comuna Feldioara | Căldărușe              | sec. III - IV                            |            |                                               | Încărcați imagine | Raportați eroare |
| 40982.01.04 (Cod LMI: BV-I-m-B-11286.01)  | Situl arheologic de la Rotbav - "Căldărușe" / ansamblu anonim (Categorie: locuire civilă) (Tip: Așezare)                               | sat Rotbav, comuna Feldioara | Căldărușe              | sec. VIII - IX                           |            |                                               | Încărcați imagine | Raportați eroare |
| 40982.02.01 (Cod LMI: BV-I-s-B-11287)     | Situl arheologic de la Rotbav - "Părăuț" / ansamblu anonim (Categorie: locuire civilă) (Tip: Așezare)                                  | sat Rotbav, comuna Feldioara | Părăuț                 | Wietenberg                               |            | 45°50′00″N 25°33′00″E / 45.83333°N 25.55°E    | Încărcați imagine | Raportați eroare |
| 40982.02.02 (Cod LMI: BV-I-s-B-11287)     | Situl arheologic de la Rotbav - "Părăuț" / ansamblu anonim (Categorie: locuire civilă) (Tip: Mormânt)                                  | sat Rotbav, comuna Feldioara | Părăuț                 | Noua                                     |            | 45°50′00″N 25°33′00″E / 45.83333°N 25.55°E    | Încărcați imagine | Raportați eroare |
| 40982.02.03 (Cod LMI: BV-I-s-B-11287)     | Situl arheologic de la Rotbav - "Părăuț" / ansamblu anonim (Categorie: locuire civilă) (Tip: așezare)                                  | sat Rotbav, comuna Feldioara | Părăuț                 | Coțofeni                                 |            | 45°50′00″N 25°33′00″E / 45.83333°N 25.55°E    | Încărcați imagine | Raportați eroare |
| 40982.02.04 (Cod LMI: BV-I-s-B-11287)     | Situl arheologic de la Rotbav - "Părăuț" / ansamblu anonim (Categorie: locuire civilă) (Tip: așezare)                                  | sat Rotbav, comuna Feldioara | Părăuț                 | Gáva                                     |            | 45°50′00″N 25°33′00″E / 45.83333°N 25.55°E    | Încărcați imagine | Raportați eroare |
| 40982.02.05 (Cod LMI: BV-I-s-B-11287)     | Situl arheologic de la Rotbav - "Părăuț" / ansamblu anonim (Categorie: locuire civilă) (Tip: necropola)                                | sat Rotbav, comuna Feldioara | Părăuț                 | Wietenberg                               |            | 45°50′00″N 25°33′00″E / 45.83333°N 25.55°E    | Încărcați imagine | Raportați eroare |
| 40982.03.01 (Cod LMI: BV-I-s-B-11288)     | Situl arheologic de la Rotbav - "Unghiul gardului" / ansamblu anonim (Categorie: locuire civilă) (Tip: Așezare)                        | sat Rotbav, comuna Feldioara | Unghiul gardului       | Wietenberg                               |            |                                               | Încărcați imagine | Raportați eroare |
| 40982.03.02 (Cod LMI: BV-I-s-B-11288)     | Situl arheologic de la Rotbav - "Unghiul gardului" / ansamblu anonim (Categorie: locuire civilă) (Tip: Așezare)                        | sat Rotbav, comuna Feldioara | Unghiul gardului       | Noua                                     |            |                                               | Încărcați imagine | Raportați eroare |
| 40982.03.03 (Cod LMI: BV-I-s-B-11288)     | Situl arheologic de la Rotbav - "Unghiul gardului" / ansamblu anonim (Categorie: locuire civilă) (Tip: Așezare)                        | sat Rotbav, comuna Feldioara | Unghiul gardului       |                                          |            |                                               | Încărcați imagine | Raportați eroare |
| 40401.01.01 (Cod LMI: BV-I-m-B-11289.01)  | Așezarea rurală romană de la Rupea - "Pădurea lui Grigore" / ansamblu anonim (Categorie: locuire civilă) (Tip: Așezare rurală)         | oraș Rupea                   | Pădurea lui Grigore    | sec. II - III                            |            |                                               | Încărcați imagine | Raportați eroare |
| 40401.01.02 (Cod LMI: BV-I-m-B-11289.02)  | Așezarea rurală romană de la Rupea - "Pădurea lui Grigore" / ansamblu anonim (Categorie: locuire civilă) (Tip: Saline)                 | oraș Rupea                   | Pădurea lui Grigore    |                                          |            |                                               | Încărcați imagine | Raportați eroare |
| 41710.02.02                               | Situl arheologic de la Racoș - "Piatra Detunată" / ansamblu anonim (Categorie: locuire) (Tip: Așezare fortificată)                     | sat Racoș, comuna Racoș      | Piatra Detunată        | Wietenberg                               |            | 46°01′16″N 25°27′08″E / 46.02111°N 25.45222°E | Încărcați imagine | Raportați eroare |
| 41710.02.03                               | Situl arheologic de la Racoș - "Piatra Detunată" / ansamblu anonim (Categorie: locuire) (Tip: Așezare fortificată)                     | sat Racoș, comuna Racoș      | Piatra Detunată        |                                          |            | 46°01′16″N 25°27′08″E / 46.02111°N 25.45222°E | Încărcați imagine | Raportați eroare |
| 41710.02.04                               | Situl arheologic de la Racoș - "Piatra Detunată" / ansamblu anonim (Categorie: locuire) (Tip: Cetate)                                  | sat Racoș, comuna Racoș      | Piatra Detunată        |                                          |            | 46°01′16″N 25°27′08″E / 46.02111°N 25.45222°E | Încărcați imagine | Raportați eroare |
| 41710.02.01                               | Situl arheologic de la Racoș - "Piatra Detunată" / ansamblu anonim (Categorie: locuire) (Tip: Așezare)                                 | sat Racoș, comuna Racoș      | Piatra Detunată        | Coțofeni                                 |            | 46°01′16″N 25°27′08″E / 46.02111°N 25.45222°E | Încărcați imagine | Raportați eroare |
| 41710.03.01                               | Fortificația medievală de la Racoș - "Mihályvára" / ansamblu anonim (Categorie: locuire civilă) (Tip: Cetate)                          | sat Racoș, comuna Racoș      | Mihályvára             | sec.XIII-XIV                             |            |                                               | Încărcați imagine | Raportați eroare |
| 40401.02.01                               | Așezarea paleolitică de la Rupea / ansamblu anonim (Categorie: locuire civilă) (Tip: Așezare)                                          | oraș Rupea                   |                        |                                          |            |                                               | Încărcați imagine | Raportați eroare |
| 41710.04.01                               | Posibila așezare paleolitică de la Racoș / ansamblu anonim (Categorie: neprecizată) (Tip: Așezare)                                     | sat Racoș, comuna Racoș      |                        |                                          |            |                                               | Încărcați imagine | Raportați eroare |
| 41989.01.01                               | Descoperirile neolitice de la Rodbav / ansamblu anonim (Categorie: neprecizată) (Tip: Așezare)                                         | sat Rodbav, comuna Șoarș     |                        |                                          |            |                                               | Încărcați imagine | Raportați eroare |
| 41444.01.01                               | Situl arheologic de la Râușor - "Pe Grind" / ansamblu anonim (Categorie: locuire civilă) (Tip: Așezare)                                | sat Râușor, comuna Mândra    | Pe Grind               |                                          |            |                                               | Încărcați imagine | Raportați eroare |
| 41444.01.02                               | Situl arheologic de la Râușor - "Pe Grind" / ansamblu anonim (Categorie: locuire civilă) (Tip: Așezare)                                | sat Râușor, comuna Mândra    | Pe Grind               |                                          |            |                                               | Încărcați imagine | Raportați eroare |
| 41444.01.03                               | Situl arheologic de la Râușor - "Pe Grind" / ansamblu anonim (Categorie: locuire civilă) (Tip: Așezare)                                | sat Râușor, comuna Mândra    | Pe Grind               |                                          |            |                                               | Încărcați imagine | Raportați eroare |
| 41989.02.01                               | Descoperiri hallstattiene la Rodbav / ansamblu anonim (Categorie: neprecizată) (Tip: neprecizat)                                       | sat Rodbav, comuna Șoarș     |                        |                                          |            |                                               | Încărcați imagine | Raportați eroare |
| 40740.02.01                               | Posibila așezare dacică de la Roadeș - "Doi Stejari" / ansamblu anonim (Categorie: locuire civilă) (Tip: Așezare)                      | sat Roadeș, comuna Bunești   | Doi Stejari            | dacică                                   |            |                                               | Încărcați imagine | Raportați eroare |
| 40376.04.01                               | Situl arheologic de la Râșnov - "Peștera Gura-Cheii" / ansamblu anonim (Categorie: locuire civilă) (Tip: Așezare)                      | oraș Râșnov                  | Peștera Gura-Cheii     | Musterian                                |            |                                               | Încărcați imagine | Raportați eroare |
| 40376.04.02                               | Situl arheologic de la Râșnov - "Peștera Gura-Cheii" / ansamblu anonim (Categorie: locuire civilă) (Tip: Așezare)                      | oraș Râșnov                  | Peștera Gura-Cheii     | Aurignacian                              |            |                                               | Încărcați imagine | Raportați eroare |
| 40376.04.03                               | Situl arheologic de la Râșnov - "Peștera Gura-Cheii" / ansamblu anonim (Categorie: locuire civilă) (Tip: Așezare)                      | oraș Râșnov                  | Peștera Gura-Cheii     | Gravettian                               |            |                                               | Încărcați imagine | Raportați eroare |
| 40376.04.04                               | Situl arheologic de la Râșnov - "Peștera Gura-Cheii" / ansamblu așezare (Categorie: locuire civilă) (Tip: Așezare)                     | oraș Râșnov                  | Peștera Gura-Cheii     | Coțofeni                                 |            |                                               | Încărcați imagine | Raportați eroare |
| 40376.04.05                               | Situl arheologic de la Râșnov - "Peștera Gura-Cheii" / ansamblu anonim (Categorie: locuire civilă) (Tip: Așezare)                      | oraș Râșnov                  | Peștera Gura-Cheii     | Starčevo - Criș                          |            |                                               | Încărcați imagine | Raportați eroare |
| 40376.04.06                               | Situl arheologic de la Râșnov - "Peștera Gura-Cheii" / ansamblu anonim (Categorie: locuire civilă) (Tip: Așezare)                      | oraș Râșnov                  | Peștera Gura-Cheii     | Cucuteni - Ariușd                        |            |                                               | Încărcați imagine | Raportați eroare |
| 40376.05.01                               | Așezarea de epoca bronzului de la Râșnov - "Peștera Odweg" / ansamblu așezare (Categorie: locuire civilă) (Tip: Așezare)               | oraș Râșnov                  | Peștera Odweg          | Schneckenberg                            |            |                                               | Încărcați imagine | Raportați eroare |
| 40376.06.01                               | Situl arheologic de la Râșnov - "Dealul Cetății" / ansamblu așezare (Categorie: locuire civilă) (Tip: Așezare)                         | oraș Râșnov                  | Dealul Cetății         | Schneckenberg                            |            |                                               | Încărcați imagine | Raportați eroare |
| 40376.06.02                               | Situl arheologic de la Râșnov - "Dealul Cetății" / ansamblu așezare fortificată (Categorie: locuire civilă) (Tip: Așezare fortificată) | oraș Râșnov                  | Dealul Cetății         | daco-romană                              |            |                                               | Încărcați imagine | Raportați eroare |
| 40376.07.01                               | Situl arheologic de la Râșnov - "Blocuri" / ansamblu așezare (Categorie: locuire civilă) (Tip: Așezare)                                | oraș Râșnov                  | Blocuri                | Wietenberg                               |            |                                               | Încărcați imagine | Raportați eroare |
| 40376.07.02                               | Situl arheologic de la Râșnov - "Blocuri" / ansamblu așezare (Categorie: locuire civilă) (Tip: Așezare civilă)                         | oraș Râșnov                  | Blocuri                |                                          |            |                                               | Încărcați imagine | Raportați eroare |
| 40376.07.03                               | Situl arheologic de la Râșnov - "Blocuri" / ansamblu așezare (Categorie: locuire civilă) (Tip: Așezare civilă)                         | oraș Râșnov                  | Blocuri                | sec. IV                                  |            |                                               | Încărcați imagine | Raportați eroare |
| 40401.03.01                               | Situl arheologic de la Rupea punctul - "Grădina Calului" / ansamblu așezare (Categorie: locuire civilă) (Tip: Așezare)                 | oraș Rupea                   | Grădina Calului        | ceramicii liniare                        |            |                                               | Încărcați imagine | Raportați eroare |
| 40401.03.02                               | Situl arheologic de la Rupea punctul - "Grădina Calului" / ansamblu așezare (Categorie: locuire civilă) (Tip: Așezare)                 | oraș Rupea                   | Grădina Calului        |                                          |            |                                               | Încărcați imagine | Raportați eroare |
| 40401.04.01                               | Așezarea hallstattiană de la Rupea - "Blumenthal" / ansamblu așezare (Categorie: locuire civilă) (Tip: Așezare)                        | oraș Rupea                   | Blumenthal             |                                          |            |                                               | Încărcați imagine | Raportați eroare |
| 40401.05.01                               | Așezarea de la Rupea - "După Cetate" / ansamblu așezare (Categorie: locuire civilă) (Tip: Așezare)                                     | oraș Rupea                   | După Cetate            |                                          |            |                                               | Încărcați imagine | Raportați eroare |
| 40401.06.01                               | Situl arheologic de la Rupea - Deal Cohămel / ansamblu anonim (Categorie: locuire civilă) (Tip: neprecizat)                            | oraș Rupea                   | Deal Cohămel           | Starčevo - Criș                          |            |                                               | Încărcați imagine | Raportați eroare |
| 40401.06.02                               | Situl arheologic de la Rupea - Deal Cohămel / ansamblu așezare (Categorie: locuire civilă) (Tip: Așezare)                              | oraș Rupea                   | Deal Cohămel           | Schneckenberg                            |            |                                               | Încărcați imagine | Raportați eroare |
| 40401.06.03                               | Situl arheologic de la Rupea - Deal Cohămel / ansamblu anonim (Categorie: locuire civilă) (Tip: Așezare)                               | oraș Rupea                   | Deal Cohămel           |                                          |            |                                               | Încărcați imagine | Raportați eroare |
| 40401.06.04                               | Situl arheologic de la Rupea - Deal Cohămel / ansamblu anonim (Categorie: locuire civilă) (Tip: Așezare)                               | oraș Rupea                   | Deal Cohămel           |                                          |            |                                               | Încărcați imagine | Raportați eroare |
| 40401.06.05                               | Situl arheologic de la Rupea - Deal Cohămel / ansamblu anonim (Categorie: locuire civilă) (Tip: Așezare)                               | oraș Rupea                   | Deal Cohămel           | sec. III-IV                              |            |                                               | Încărcați imagine | Raportați eroare |
| 41710.06.01                               | Situl arheologic de la Racoș - "Câmpul Amanetat" / ansamblu anonim (Categorie: locuire civilă) (Tip: Așezare)                          | sat Racoș, comuna Racoș      | Câmpul Amanetat        |                                          |            |                                               | Încărcați imagine | Raportați eroare |
| 41710.06.02                               | Situl arheologic de la Racoș - "Câmpul Amanetat" / ansamblu anonim (Categorie: locuire civilă) (Tip: Fortificație)                     | sat Racoș, comuna Racoș      | Câmpul Amanetat        | romană                                   |            |                                               | Încărcați imagine | Raportați eroare |
| 41710.07.01                               | Așezarea din epoca migrațiilor de la Racoș - "Valea Mică" / ansamblu anonim (Categorie: locuire civilă) (Tip: Așezare)                 | sat Racoș, comuna Racoș      | Valea Mică             | sec. III-IV                              |            |                                               | Încărcați imagine | Raportați eroare |
| 41710.08.01                               | Așezarea Latene de la Racoș - "Mormântul Fetei Orfane" / ansamblu anonim (Categorie: locuire civilă) (Tip: Așezare)                    | sat Racoș, comuna Racoș      | Mormântul Fetei Orfane |                                          |            |                                               | Încărcați imagine | Raportați eroare |
| 41710.09.01                               | Așezarea Latene de la Racoș - "Valea Lungă" / ansamblu anonim (Categorie: locuire civilă) (Tip: Așezare)                               | sat Racoș, comuna Racoș      | Valea Lungă            |                                          |            |                                               | Încărcați imagine | Raportați eroare |
| 41710.10.01                               | Așezarea Latene de la Racoș - "La Comoară" / ansamblu anonim (Categorie: locuire civilă) (Tip: Așezare)                                | sat Racoș, comuna Racoș      | La Comoară             | dacică                                   |            |                                               | Încărcați imagine | Raportați eroare |
| 41710.11.01                               | Situl arheologic de la Racoș - "Tipia Racoșului" / ansamblu anonim (Categorie: locuire) (Tip: neprecizat)                              | sat Racoș, comuna Racoș      | Tipia Racoșului        |                                          |            |                                               | Încărcați imagine | Raportați eroare |
| 41710.11.02                               | Situl arheologic de la Racoș - "Tipia Racoșului" / ansamblu anonim (Categorie: locuire) (Tip: Așezare fortificată)                     | sat Racoș, comuna Racoș      | Tipia Racoșului        | romană                                   |            |                                               | Încărcați imagine | Raportați eroare |
| 41710.11.03                               | Situl arheologic de la Racoș - "Tipia Racoșului" / ansamblu anonim (Categorie: locuire) (Tip: Cetate de piatră)                        | sat Racoș, comuna Racoș      | Tipia Racoșului        | dacică                                   |            |                                               | Încărcați imagine | Raportați eroare |
| 41710.12.01                               | Situl arheologic de la Racoș - "Tipia Ormenișului" / ansamblu anonim (Categorie: locuire civilă) (Tip: Așezare)                        | sat Racoș, comuna Racoș      | Tipia Ormenișului      |                                          |            |                                               | Încărcați imagine | Raportați eroare |
| 41710.12.02                               | Situl arheologic de la Racoș - "Tipia Ormenișului" / ansamblu anonim (Categorie: locuire civilă) (Tip: Cetate)                         | sat Racoș, comuna Racoș      | Tipia Ormenișului      | dacică                                   |            |                                               | Încărcați imagine | Raportați eroare |
| 41710.12.03                               | Situl arheologic de la Racoș - "Tipia Ormenișului" / ansamblu anonim (Categorie: locuire civilă) (Tip: Așezare)                        | sat Racoș, comuna Racoș      | Tipia Ormenișului      |                                          |            |                                               | Încărcați imagine | Raportați eroare |
| 41710.12.04                               | Situl arheologic de la Racoș - "Tipia Ormenișului" / ansamblu anonim (Categorie: locuire civilă) (Tip: Așezare)                        | sat Racoș, comuna Racoș      | Tipia Ormenișului      | Wietenberg                               |            |                                               | Încărcați imagine | Raportați eroare |
| 41989.03.01                               | Posibila așezare romană de la Rodbav / ansamblu anonim (Categorie: locuire civilă) (Tip: Așezare)                                      | sat Rodbav, comuna Șoarș     |                        |                                          |            |                                               | Încărcați imagine | Raportați eroare |
| 40982.04.01                               | Situl arheologic de la Rotbav / ansamblu anonim (Categorie: locuire civilă) (Tip: Așezare)                                             | sat Rotbav, comuna Feldioara |                        | Coțofeni                                 |            |                                               | Încărcați imagine | Raportați eroare |
| 40982.04.02                               | Situl arheologic de la Rotbav / ansamblu anonim (Categorie: locuire civilă) (Tip: Așezare)                                             | sat Rotbav, comuna Feldioara |                        |                                          |            |                                               | Încărcați imagine | Raportați eroare |
| 40982.05.01                               | Posibila așezare romană de la Rotbav / ansamblu anonim (Categorie: locuire civilă) (Tip: Așezare)                                      | sat Rotbav, comuna Feldioara |                        |                                          |            |                                               | Încărcați imagine | Raportați eroare |
| 40376.08.01                               | Biserica Sf. Nicolae de la Râșnov / ansamblu anonim (Categorie: structură de cult/religioasă) (Tip: biserică)                          | oraș Râșnov                  |                        |                                          |            |                                               | Încărcați imagine | Raportați eroare |
| 40376.11.01 (Cod LMI: BV-II-m-A-11755.01) | Cetatea de pământ de la Râșnov / ansamblu Cetatea Râșnovului (Categorie: locuire civilă) (Tip: incinta)                                | oraș Râșnov                  |                        | sec. XIV - XVIII                         |            | 45°35′36″N 25°27′42″E / 45.59333°N 25.46167°E | Încărcați imagine | Raportați eroare |
| 40376.11.01 (Cod LMI: BV-II-m-A-11755.01) | Cetatea de pământ de la Râșnov / ansamblu Cetatea Râșnovului / complex anonim (Categorie: locuire civilă) (Tip: fortificație)          | oraș Râșnov                  |                        | sec. XIV                                 |            | 45°35′36″N 25°27′42″E / 45.59333°N 25.46167°E | Încărcați imagine | Raportați eroare |
| 40376.11.01 (Cod LMI: BV-II-m-A-11755.01) | Cetatea de pământ de la Râșnov / ansamblu Cetatea Râșnovului / complex anonim (Categorie: locuire civilă) (Tip: capelă)                | oraș Râșnov                  |                        | sec. XIV                                 |            | 45°35′36″N 25°27′42″E / 45.59333°N 25.46167°E | Încărcați imagine | Raportați eroare |
| 40376.11.01 (Cod LMI: BV-II-m-A-11755.01) | Cetatea de pământ de la Râșnov / ansamblu Cetatea Râșnovului / complex anonim (Categorie: locuire civilă) (Tip: fântână)               | oraș Râșnov                  |                        | sec. XIV                                 |            | 45°35′36″N 25°27′42″E / 45.59333°N 25.46167°E | Încărcați imagine | Raportați eroare |
| 40376.11.02 (Cod LMI: BV-II-m-A-11755.02) | Cetatea de pământ de la Râșnov / ansamblu Cetatea Râșnovului (Categorie: locuire civilă) (Tip: incinta)                                | oraș Râșnov                  |                        | sec. XIV - XVIII                         |            | 45°35′36″N 25°27′42″E / 45.59333°N 25.46167°E | Încărcați imagine | Raportați eroare |
| 40376.11.03 (Cod LMI: BV-II-a-A-11755)    | Cetatea de pământ de la Râșnov / ansamblu anonim (Categorie: locuire civilă) (Tip: incinta)                                            | oraș Râșnov                  |                        |                                          |            | 45°35′36″N 25°27′42″E / 45.59333°N 25.46167°E | Încărcați imagine | Raportați eroare |
| 40376.11.04 (Cod LMI: BV-II-a-A-11755)    | Cetatea de pământ de la Râșnov / ansamblu anonim (Categorie: locuire civilă) (Tip: Așezare fortificată)                                | oraș Râșnov                  |                        | dacică                                   |            | 45°35′36″N 25°27′42″E / 45.59333°N 25.46167°E | Încărcați imagine | Raportați eroare |
| 40401.09 (Cod LMI: BV-II-a-A-11769)       | Așezare medievală fortificată de la Rupea - Cetatea Rupea / ansamblu anonim (Categorie: fortificație)                                  | oraș Rupea                   | Dealul Cohalmului      |                                          |            | 46°02′26″N 25°13′36″E / 46.04055°N 25.22667°E | Încărcați imagine | Raportați eroare |
| 40401.09 (Cod LMI: BV-II-a-A-11769)       | Așezare medievală fortificată de la Rupea - Cetatea Rupea / ansamblu anonim (Categorie: fortificație)                                  | oraș Rupea                   | Dealul Cohalmului      |                                          |            | 46°02′26″N 25°13′36″E / 46.04055°N 25.22667°E | Încărcați imagine | Raportați eroare |
| 40401.09.01 (Cod LMI: BV-II-m-A-11769.01) | Așezare medievală fortificată de la Rupea - Cetatea Rupea / ansamblu Cetatea Cohalmului (Categorie: fortificație) (Tip: incinta)       | oraș Rupea                   | Dealul Cohalmului      | sec. XIV - XVII                          |            | 46°02′26″N 25°13′36″E / 46.04055°N 25.22667°E | Încărcați imagine | Raportați eroare |
| 40401.09.02 (Cod LMI: BV-II-m-A-11769.02) | Așezare medievală fortificată de la Rupea - Cetatea Rupea / ansamblu Cetatea Cohalmului (Categorie: fortificație) (Tip: Incinta)       | oraș Rupea                   | Dealul Cohalmului      | sec. XIV - XVII                          |            | 46°02′26″N 25°13′36″E / 46.04055°N 25.22667°E | Încărcați imagine | Raportați eroare |
| 40401.09.03 (Cod LMI: BV-II-m-A-11769.03) | Așezare medievală fortificată de la Rupea - Cetatea Rupea / ansamblu Cetatea Cohalmului (Categorie: fortificație) (Tip: incinta)       | oraș Rupea                   | Dealul Cohalmului      | sec. XIV - XVII                          |            | 46°02′26″N 25°13′36″E / 46.04055°N 25.22667°E | Încărcați imagine | Raportați eroare |
| 41710.01.02 (Cod LMI: BV-I-m-A-11282.01)  | Situl arheologic de la Racoș - "Dealul Vărăriei" / ansamblu anonim (Categorie: fortificație) (Tip: Fortificație de pământ)             | sat Racoș, comuna Racoș      | Dealul Vărăriei        |                                          |            | 46°00′36″N 25°25′36″E / 46.01°N 25.42667°E    | Încărcați imagine | Raportați eroare |
| 41710.01.01 (Cod LMI: BV-I-m-A-11282.02)  | Situl arheologic de la Racoș - "Dealul Vărăriei" / ansamblu anonim (Categorie: fortificație) (Tip: Fortificație)                       | sat Racoș, comuna Racoș      | Dealul Vărăriei        | dacică sec. I a. Chr. - I p. Chr.        |            | 46°00′36″N 25°25′36″E / 46.01°N 25.42667°E    | Încărcați imagine | Raportați eroare |